# Haludaria fasciata
Espèce
Statut de conservation UICN

 LC  : Préoccupation mineure
Synonymes
- Cirrhinus fasciatus Jerdon, 1849
- Barbus fasciatus (Jerdon, 1849)
- Puntius fasciatus (Jerdon, 1849)
- Dravidia fasciata (Jerdon, 1849)

Haludaria fasciata est une espèce de poisson de la famille des Cyprinidés originaire du sud de l'Inde.